# Batczuluuny Bat-Orgil
Batczuluuny Bat-Orgil (mong. Батчулууны Бат-Оргил; ur. 16 marca 1969 w Ułan Bator) – mongolski łyżwiarz szybki specjalizujący się w short tracku, olimpijczyk.
Na zimowych igrzyskach olimpijskich w Lillehammer wystartował w obu indywidualnych konkurencjach, w wyścigach na 500 i 1000 metrów odpadł w pierwszej rundzie eliminacji zajmując odpowiednio miejsca 24. i 29.